# Michelotto Corella
Michelotto Corella, detto anche Michelotto Coreglia, Michele di Corella, Micheletto da Valenza, in spagnolo Miguel de Corella (Valencia, 1470 – Milano, febbraio 1508) è stato un mercenario spagnolo naturalizzato italiano.
Deve la sua fama al ruolo di sicario prezzolato, da lui svolto come luogotenente al soldo di Cesare Borgia, "il Duca Valentino".

## Biografia

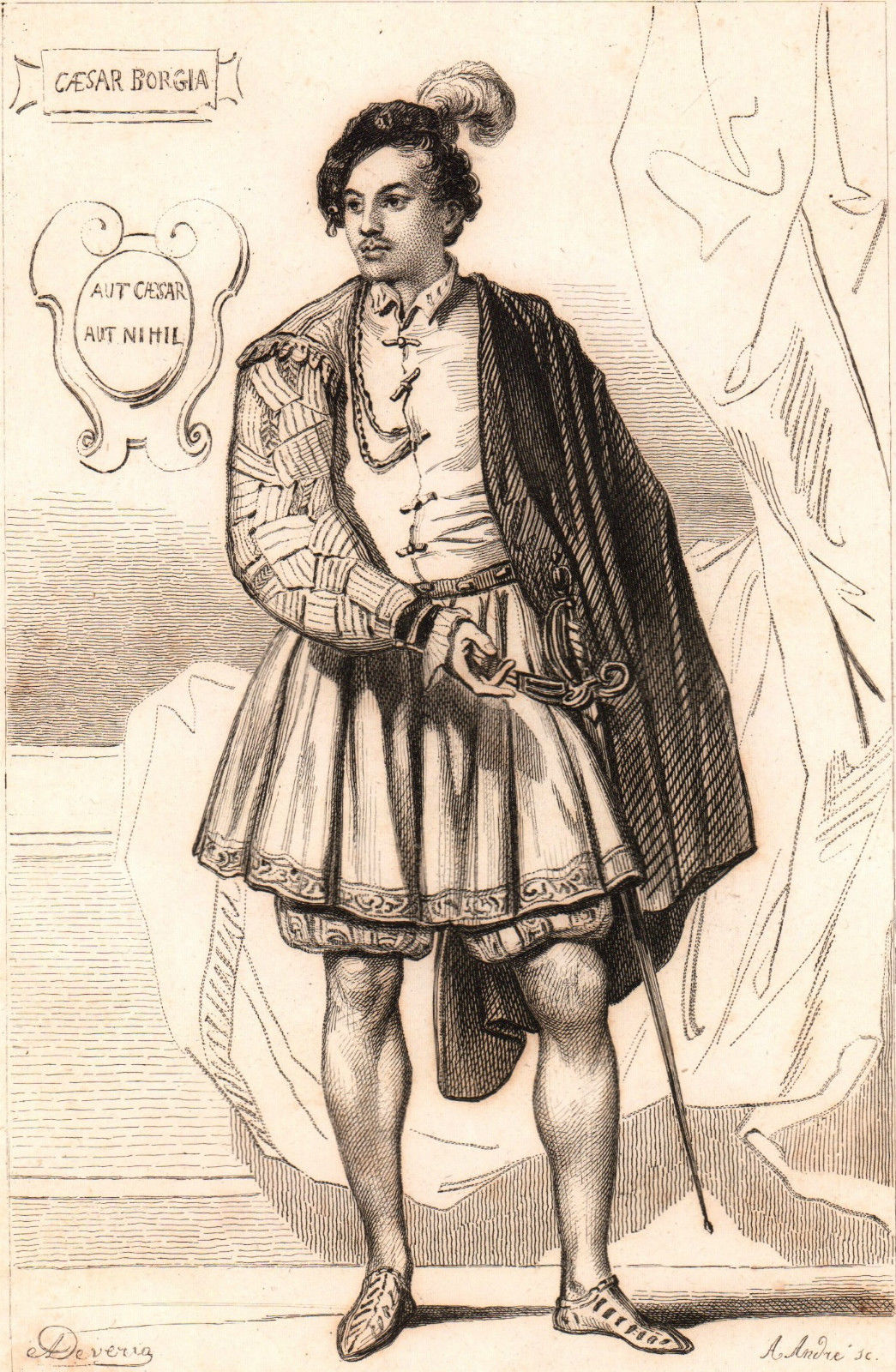
Cesare Borgia (stampa)

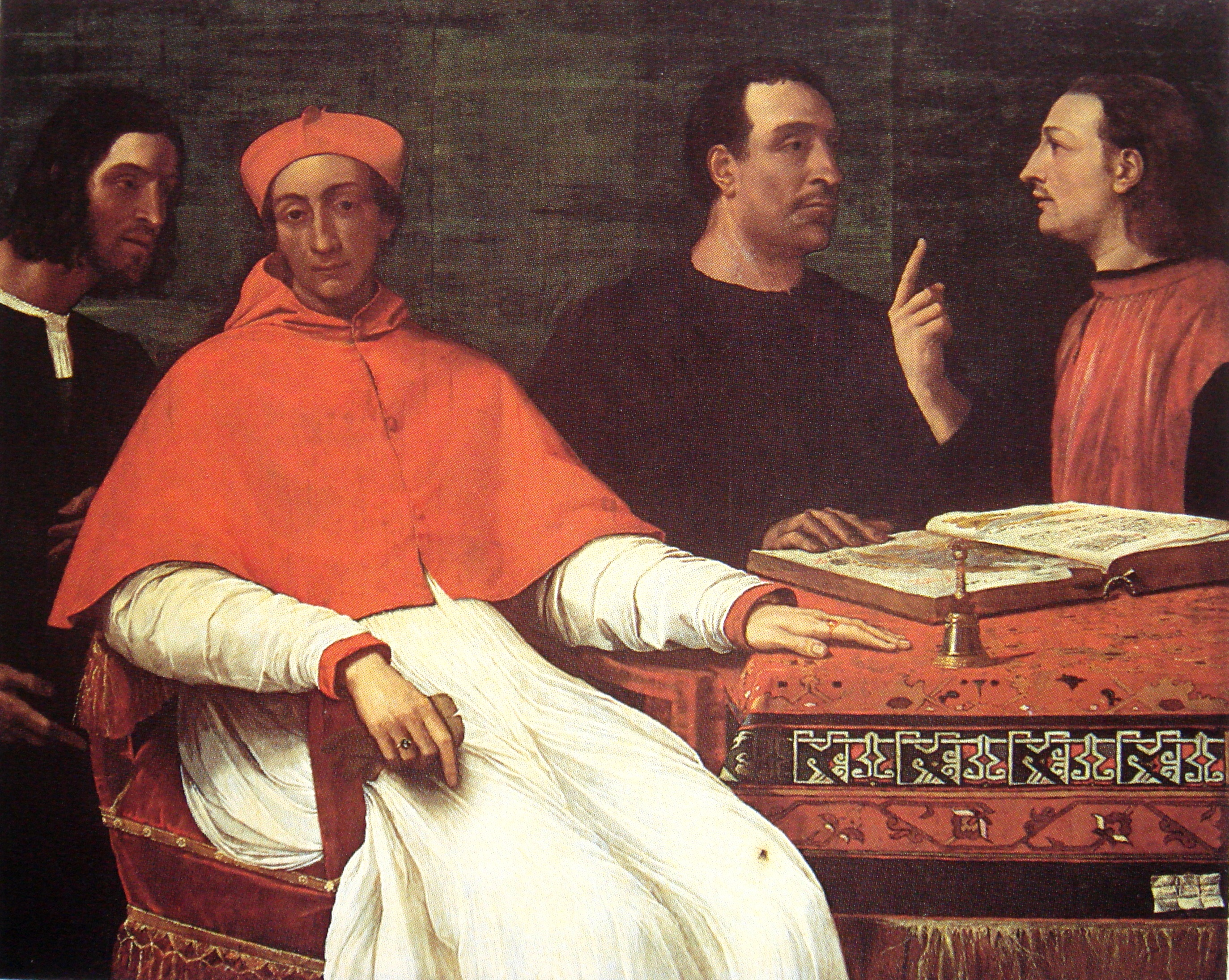
Probabili ritratti di Michelotto (al centro), Cesare Borgia (a sinistra), del cardinale Bandinello Sauli e di Niccolò Machiavelli, in un dipinto di Sebastiano del Piombo

Figlio naturale del conte aragonese Giovanni di Corella, è passato alla storia come il "boia del Valentino" che conobbe durante i suoi studi all'Università di Pisa. Con il tempo svilupperà per lui una devozione illimitata. Il numero di omicidi commessi da Michelotto sotto gli ordini di Cesare Borgia non è conosciuto con esattezza, ma certamente, fatta esclusione per quelli attribuitigli a causa della sua fama di sicario (come quello di Astorre III Manfredi, signore di Faenza, e del fratello Giovanni Evangelista avvenuto nel 1502), molti se ne possono attribuire direttamente alla sua mano. Il primo delitto di cui si ha notizia è quello del duca di Bisceglie Alfonso d'Aragona, figlio illegittimo di Alfonso II di Napoli e secondo marito di Lucrezia Borgia (sorella di Cesare), che probabilmente era divenuto d'intralcio alla politica matrimoniale di papa Alessandro VI.
Corella seguì Borgia nella campagna di conquista della Romagna, partecipando alla presa di diverse città, tra cui Faenza e Piombino, in quanto suo facente funzione generale: agli assedi, dal 1499 al 1501, era presente anche il ravennate Guidarello Guidarelli. Prese parte allo scontro di Fossombrone contro la "Lega dei condottieri", dopo la defezione dei capitani del Valentino (congiura della Magione), e all'occupazione di Camerino (qui "scannò" Giulio Cesare da Varano, signore della città, e in seguito suo figlio Venanzio) e Urbino. Cesare, costituito uno "Stato" autonomo, desiderava Cesena come "capitale" e per brevi periodi soggiornò con l'inseparabile Michelotto nella rocca malatestiana.
Celebre rimane l'assassinio di Vitellozzo Vitelli e Oliverotto da Fermo, ex alleati di Borgia, che strangolò simultaneamente con una corda di violone a Senigallia il 31 dicembre 1502 (strage di Senigallia). Una sorte simile toccherà a Paolo e Francesco Orsini il 18 gennaio successivo, strangolato il primo e annegato il secondo. Per i suoi meriti, ottenne dal Valentino la signoria di Montegridolfo (1501-1503, nel ducato di Romagna) e il padre di questi, Alessandro VI, gli affidò la cura dell'ufficio della Corte Savella.
In seguito alla morte del pontefice, all'arresto di Cesare e alla sua cattura nel 1503 presso Castiglion Fiorentino, nella vana attesa di ottenere il passaggio dalla Repubblica fiorentina, Corella fu imprigionato prima a Firenze, poi a Roma dove, per volontà del nuovo papa Giulio II, verrà sottoposto a diversi interrogatori e a un processo per i numerosi crimini commessi. Si rifiuterà comunque di rivelare i tanti segreti di cui era a conoscenza sui Borgia e riuscirà a fuggire da Roma.
In suo favore si mosse Niccolò Machiavelli, che brigò per fargli ottenere un incarico a Firenze, riuscendo a farlo assumere il 1º aprile 1506 con l'approvazione del Consiglio degli Ottanta (contrario in un primo momento Pier Soderini). Fu rilasciato nel 1506 e ottenne la nomina di bargello. Ricoprirà questa carica per due anni, fino al 1507, quando viene nominato "capitano di guardia del contado e distretto di Firenze", dovendo reggere alle sue dipendenze un corpo di polizia composto da 30 balestrieri a cavallo e 50 provisionati. Fu però licenziato da questa funzione già in ottobre, a causa di dissapori con la Repubblica fiorentina.
Morì a Milano nel febbraio 1508, mentre usciva dalla casa del cardinale Georges I d'Amboise (già sostenitore del Valentino), assassinato per mano di alcuni suoi compatrioti; il movente non era la rapina, poiché sia la borsa sia la preziosa spada di Michelotto furono lasciate al loro posto, e il mandante del delitto non fu mai identificato. Il corpo fu interrato in una fossa comune del cimitero degli stranieri fuori le mura di Milano.

## Riferimenti nella cultura di massa
La vita di Corella, avvolta nell'ombra e segnata dalla violenza e dall'intrigo, ha ispirato molti soggetti televisivi, videoludici e letterari, direttamente ispirati alla sua figura.
- È un personaggio del fumetto I Borgia disegnato da Milo Manara su sceneggiatura di Alejandro Jodorowsky.
- È un personaggio del fumetto giapponese Cesare il creatore che ha distrutto di Fuyumi Sōryō e compare anche nel fumetto La Madonna della Ghirlanda di Chiho Saitō.
- È uno degli antagonisti principali del romanzo storico Ettore Fieramosca di Massimo d’Azeglio.
- È interpretato da Sean Harris nella serie televisiva canadese I Borgia e da Petr Vanek nella serie televisiva francese I Borgia.
- Ha un ruolo particolarmente importante nel manga Cantarella di You Higuri, come braccio destro di Cesare Borgia. Nell'opera prende il nome di Chiaro o Michelotto, famoso assassino. Sarà poi Cesare Borgia ad attribuirgli il nome "falso" di Michele da Corella, donando al personaggio un riferimento storico preciso.
- Appare inoltre nel videogame Assassin's Creed: Brotherhood, anche se nello stesso il suo nome viene indicato come Micheletto.